# Certamen Internacional de Cortos Ciudad de Soria
El Certamen Internacional de Cortos Ciudad de Soria es un festival de cortos que se  celebra en el mes de noviembre en Soria (Castilla y León, España). Fundado en el año 1999, en su última edición se sobrepasaron los 2.000 cortometrajes presentados desde diferentes puntos del mundo. La sede principal del festival es el Teatro Palacio de la Audiencia, aunque existen varias subsedes en la ciudad.

## Historia
El primer Certamen de Cortos se realizó en el año 1999 y se ha celebrado ininterrumpidamente hasta la actualidad, creciendo año tras año lo que se traduce en un importante incremento de obras, registrando ya más de 2.000 cortos a concurso en el año 2014. En 2015 el Certamen de Cortos Ciudad de Soria fue uno de los invitados al festival Pantalla Pinamar, uno de los festivales más importantes de cine europeo de Argentina. El proyecto es una iniciativa del Ayuntamiento de Soria a través de su Concejalia de Juventud . 
Desde el año 2013 se ha incluido al concurso de cortos la sección Soria Imagina, para premiar pequeños cortos rodados en Soria y acercar el mundo de los cortos a todos los públicos. La sección ha ido creciendo en categorías a lo largo de los años y actualmente existen cuatro categorías: Temática Libre, Sanjuanes de Cine, Soria Arqueológica (2014) y Soria Versus Doctor Zhivago (2015).
En el año 2016 el certamen dio un salto de calidad al conseguir el certificado de AIC (Agencia de la Industria del Cortometraje), un reconocimiento que coloca a sus ganadores, en documental, ficción y animación, en la criba inicial de los Premios Goya.

## Histórico del palmarés

### Palmarés 1999
| Premio                                                                             | Cortometraje (Director)                            |
| ---------------------------------------------------------------------------------- | -------------------------------------------------- |
| Mejor realización cine                                                             | Los dardos del amor (David Pareja y Álvaro Pastor) |
| Mejor realización en video                                                         | Exame as 10 (Pedro Suárez)                         |
| Mejor realización Castellana y Leonesa                                             | Yul (Rodrigo Cortés)                               |
| Premio del Público                                                                 | Bocanadas (David Marqués)                          |
| Premio Soria Saludable de la Fundación Científica Caja Rural a los valores humanos | Pastenak, un cuento de Navidad (Iñaki Elizalde)    |
| Mención Especial del Cineclub de la UNED                                           | Ni tan siquiera tienes los ojos azules (Anna Rua)  |
| Mención Especial. Premio Ibercaja                                                  | Mis vacaciones (Juan Antonio Bayona)               |

### Palmarés 2000
| Premio                                 | Cortometraje (Director)                       |
| -------------------------------------- | --------------------------------------------- |
| Mejor realización cine                 | El equipo abierto (Javier Rebollo)            |
| Premio del Público                     | 15 días (Rodrigo Cortés)                      |
| Premio Valores Humanos                 | En malas compañías ( Antonio Hens)            |
| Mejor realización Castellana y Leonesa | London Calling (Gabriel Velázquez)            |
| Mención Especial Caja España           | El pan de cada día (Ane muñoz Mitxelena)      |
| Mención Especial Ibercaja              | Muertesita, una historia de amor (Luis Vidal) |

### Palmarés 2001
| Premio                                 | Cortometraje (Director)                    | Premiado                   |
| -------------------------------------- | ------------------------------------------ | -------------------------- |
| Mejor Realización                      | Bailongas (Chiqui Carabante)               | -                          |
| Premio del Público                     | El sueño del caracol (Iván Sáinz-Pardo)    | -                          |
| Mejor Guion                            | Postcoitum (Antonio Molero)                | Antonio Molero y Blas Maza |
| Mejor Realización Castellana y Leonesa | Soldaditos de latón (Gabriel Velázquez)    | -                          |
| Mejor Interpretación                   | 7337 (Sergio G. Sánchez)                   | Marta Belaustegui          |
| Mención Especial                       | Order Global Economy (Eliseo García Nieto) | -                          |

### Palmarés 2002
| Premio                                 | Cortometraje (Director)                                | Premiado    |
| -------------------------------------- | ------------------------------------------------------ | ----------- |
| Mejor Realización                      | Uno más, uno menos (Chiqui Carabante)                  | -           |
| Premio del Público                     | El sueño del caracol (Antonio Naharro y Álvaro Pastor) | -           |
| Mejor Guion                            | El Número (Marco Besas)                                | Marco Besas |
| Mejor Realización Castellana y Leonesa | Deja vú (Jesús García Polo)                            | -           |
| Mejor Interpretación                   | Deja vú (Jesús García Polo)                            | Ruth Núñez  |
| Mención Especial                       | Looking for Chencho (Kepa Sojo)                        | -           |

### Palmarés 2003
| Premio                                     | Cortometraje (Director)                   | Premiado             |
| ------------------------------------------ | ----------------------------------------- | -------------------- |
| Primer Premio Cine                         | El laberinto de Simone (Iván Sáinz-Pardo) | -                    |
| Segundo Premio cine                        | Revolución (Martín Rosete)                | -                    |
| Premio Cine 21                             | Barro (José R. Maniega)                   | -                    |
| Premio del Público                         | Historia de un Búho (José Luis Acosta)    | -                    |
| Trofeo a la Mejor Dirección                | El laberinto de Simone (Iván Sáinz-Pardo) | Iván Sáinz-Pardo     |
| Trofeo al Mejor Guion                      | Final (José Luis Montesinos)              | José Luis Montesinos |
| Trofeo a la Mejor Fotografía               | Lepokoa (Christophe Artus)                | -                    |
| Trofeo a la Mejor Música                   | Lepokoa (Christophe Artus)                | -                    |
| Trofeo a la Mejor Interpretación Masculina | Profiláxis (Daniel Sánchez Arévalo)       | José Luis Montesinos |
| Trofeo a la Mejor Interpretación Femenina  | Tercero B (José María Goenaga)            | Blanca Portillo      |
| Trofeo a la Mejor Dirección Novel          | Mus (Patxi Amezcua)                       | (Patxi Amezcua)      |
| Trofeo a la creatividad                    | El ladrón Navideño (Patxi Amezcua)        | -                    |

### Palmarés 2004

#### Premios cine
| Premio                                                      | Cortometraje (Director)                                        | Premiado                        |
| ----------------------------------------------------------- | -------------------------------------------------------------- | ------------------------------- |
| Primer Premio Ciudad de Soria                               | Bedfor (Andrés Sanz Vicente)                                   | -                               |
| Segundo Premio Ciudad de Soria                              | Física II (Daniel Sánchez Arévalo)                             | -                               |
| Premio Cine 21                                              | El Balancín de Ívan (Darío Stegmayer)                          | -                               |
| Premio del Público                                          | Temporada baja (José Mari Goenaga)                             | -                               |
| Trofeo Caballo de Soria a la Mejor Dirección                | Bedfor (Andrés Sanz Vicente)                                   | Andrés Sanz Vicente             |
| Trofeo Caballo de Soria al Mejor Guion                      | Física II (Daniel Sánchez Arévalo)                             | Daniel Sánchez Arévalo          |
| Trofeo Caballo de Soria a la Mejor Fotografía               | El Soñador (Oskar Santos)                                      | Josu Incháustegui               |
| Trofeo Caballo de Soria a la Mejor Música                   | El Soñador (Oskar Santos)                                      | Fernando Velázquez (compositor) |
| Trofeo Caballo de Soria a la Mejor Interpretación Masculina | Llévame a otro sitio (David Martín)                            | José Luis García Pérez          |
| Trofeo Caballo de Soria a la Mejor Interpretación Femenina  | Llévame a otro sitio (David Martín)                            | Belén López                     |
| Trofeo Caballo de Soria a la Mejor Dirección Novel          | Sueños (Daniel Guzmán (actor))                                 | Daniel Guzmán (actor)           |
| Trofeo Caballo de Soria a la mayor creatividad              | Minotauromaquia: Pablo en el laberinto (Juan Pablo Etcheverry) | -                               |

#### Premios video
| Premio                                   | Cortometraje (Director)                        |
| ---------------------------------------- | ---------------------------------------------- |
| Premio Ciudad de Soria                   | Los planetas giran también (Curro Novallas)    |
| Premio al Mejor Vídeo de Castilla y León | Ou!(Clavándolo) (Edu Crespo)                   |
| Premio al Mejor Vídeo Soriano            | Usted es el asesino (Inmaculada Saranova)      |
| Premio del Público                       | 24 instantes (Daniel Chamorro)                 |
| Mención Especial del Jurado              | Bloody Tango (Roberto Domínguez y Jorge Gómez) |
| Mención Especial del Jurado              | 30% Poliester (Concha López)                   |

### Palmarés 2005

#### Premios cine
| Premio                                                      | Cortometraje (Director)                                        | Premiado                        |
| ----------------------------------------------------------- | -------------------------------------------------------------- | ------------------------------- |
| Premio Ciudad de Soria                                      | A falta de pan (Juan Pablo Martín Rosete)                      | -                               |
| Premio al Mejor Cortometraje de Castilla y León             | Tadeo Jones (Enrique Gato)                                     | -                               |
| Premio Cine 21                                              | Luminaria (Álvaro Gimenez-Sarmamiento)                         | -                               |
| Premio del Público                                          | Sintonía (José Mari Goenaga)                                   | -                               |
| Trofeo Caballo de Soria a la Mejor Dirección                | Bedfor (Andrés Sanz Vicente)                                   | Andrés Sanz Vicente             |
| Trofeo Caballo de Soria al Mejor Guion                      | Física II (Daniel Sánchez Arévalo)                             | Daniel Sánchez Arévalo          |
| Trofeo Caballo de Soria a la Mejor Fotografía               | El Soñador (Oskar Santos)                                      | Josu Incháustegui               |
| Trofeo Caballo de Soria a la Mejor Música                   | El Soñador (Oskar Santos)                                      | Fernando Velázquez (compositor) |
| Trofeo Caballo de Soria a la Mejor Interpretación Masculina | Llévame a otro sitio (David Martín)                            | José Luis García Pérez          |
| Trofeo Caballo de Soria a la Mejor Interpretación Femenina  | Llévame a otro sitio (David Martín)                            | Belén López                     |
| Trofeo Caballo de Soria a la Mejor Dirección Novel          | Sueños (Daniel Guzmán (actor))                                 | Daniel Guzmán (actor)           |
| Trofeo Caballo de Soria a la mayor creatividad              | Minotauromaquia: Pablo en el laberinto (Juan Pablo Etcheverry) | -                               |

#### Premios video
| Premio                        | Cortometraje (Director)                                    |
| ----------------------------- | ---------------------------------------------------------- |
| Premio Ciudad de Soria        | La explicación (Curro Novallas)                            |
| Premio al Mejor Vídeo Soriano | El nal del verano (Alberto del Campo del Campo)            |
| Premio del Público            | Pedaleando (Lluis Hereu)                                   |
| Mención Especial del Jurado   | El futuro esta en el p**** (Vicente Villanueva (cineasta)) |

## El festival

### Premios
Se otorgan los siguientes premios:
- Premio Cortometraje.
- Premio Guion FCCR.
- Premio Cortometraje Animación.
- Premio Documental.
- Premio Especial del Jurado.
- Premio Aportación Artística.
- Premio al Corto de Compromiso Social .
- Premio Mejor Actor.
- Premio Mejor Actriz.

También se otorgan los siguientes premios:
- Premio Cortometraje Nacional.
- Premio del Público.
- Premios Dieta Mediterránea (Fundación Científica Caja Rural).
- Premio Nosotros los Cortometrajistas.

Premios de Soria Imagina, Imagina lo que puedes hacer en Soria:
- Premio Sanjuanes de Cine.
- Premio Temática Libre.
- Premio Soria Arqueológica.
- Premio Soria Versus Doctor Zhivago.

### Organizadores
Los organizadores son el Ayuntamiento de Soria, Concejalía de Juventud y La Boca Espacio de Cultura.

### Otras actividades
Durante el Festival se realizan actividades culturales paralelas relacionales con el cine, tales como exposiciones, conferencias, cursos de creación audiovisual, talleres y proyecciones para centros escolares.